# دیرا-تسهرن
دیرا-تسهرن (به آلمانی: Diera-Zehren) یک شهر در آلمان است که در Meissen واقع شده‌است. دیرا-تسهرن ۳٬۷۷۷ نفر جمعیت دارد.